# Something Right
"Something Right" là một bài hát của ban nhạc người Ireland Westlife từ album phòng thu thứ 9 của họ, Back Home. Bài hát này do nhóm tự sáng tác và là đĩa đơn thứ hai của nhóm từ album này ở châu Á và châu Âu, tiếp sau đĩa đơn đầu tiên "Home".
Bài hát được sáng tác bởi Rami Yacoub, Savan Kotecha và Arnthor Birgisson, người cũng là tác giả của các ca khúc "Us Against the World", "The Easy Way" và "Pictures In My Head" trong Back Home.

## Danh sách track

### CD1
1. "Something Right" (Single Mix)
2. "Get Away" (Exclusive B-Side)

### CD2
1. "Something Right" (Single Mix)
2. "Something Right" (Instrumental)
3. "Hard To Say I'm Sorry"
4. "Something Right" (Video)

## Video âm nhạc
Video âm nhạc cho "Something Right" bắt đầu quay ngày 17 tháng 12 năm 2007 tại Luân Đôn, do các đạo diễn Amber và Brown thực hiện. Nó bắt đầu được phát sóng trên các kênh âm nhạc từ ngày 7 tháng 3 năm 2008.
Video âm nhạc đã lọt vào top 5 trên bảng xếp hạng iTunes Top Music Videos New Zealand và đạt vị trí #20 trên MTV Asia Chart Attack show.

## Xếp hạng
| Bảng xếp hạng            | Vị trí cao nhất |
| ------------------------ | --------------- |
| Australian Singles Chart | 92              |
| Irish Singles Chart      | 43              |
| Swedish Singles Chart    | 46              |
| Swedish Airplay Chart    | 18              |

- Ở Ireland, ca khúc vẫn leo đến #43 mặc dù chỉ được phát hành dưới dạng download và qua phát thanh, không được phát hành làm đĩa đơn chính thức.
- Đĩa đơn đạt vị trí quán quân trên một vài sóng phát thanh ở Nam Phi, Trung Quốc, Malaysia, Philippines, Thái Lan và Việt Nam; #2 ở Indonesia, #4 ở New Zealand, #5 ở Đức, #16 ở Thụy Sĩ, và #18 ở Áo.